# Jasová
Jasová (Hongaars:Jászfalu) is een Slowaakse gemeente in de regio Nitra, en maakt deel uit van het district Nové Zámky.
Jasová telt 1201 inwoners.